# Bettegney-Saint-Brice
Bettegney-Saint-Brice é uma comuna francesa na região administrativa do Grande Leste, no departamento de Vosges. Estende-se por uma área de 5.32 km², e possui 167 habitantes, segundo o censo de 2018, com uma densidade de 31 hab/km².